# Nuevo Amanecer, Tamaulipas
Nuevo Amanecer är en ort i Mexiko.   Den ligger i kommunen Aldama och delstaten Tamaulipas, i den östra delen av landet, 400 km norr om huvudstaden Mexico City. Nuevo Amanecer ligger 126 meter över havet och antalet invånare är 121.
Terrängen runt Nuevo Amanecer är platt åt nordväst, men åt sydost är den kuperad. Runt Nuevo Amanecer är det mycket glesbefolkat, med 7 invånare per kvadratkilometer. Närmaste större samhälle är Nuevo Progreso, 7,1 km nordost om Nuevo Amanecer. I omgivningarna runt Nuevo Amanecer växer huvudsakligen savannskog.